# Gust van Brussel
Gust van Brussel (geboren am 12. September 1924 in Antwerpen; gestorben am 20. Mai 2015) war ein flämischer Schriftsteller und Lyriker.

## Leben
Van Brussel wuchs in Luchtbal auf, einem Stadtteil im Norden von Antwerpen.
Er war 14, als seine Eltern durch eine Erbschaft zu Wohlstand gelangten und in die Villa Les chèvresfeuilles in Edegem zogen. In der Nachbarschaft dort lernte er seine spätere Frau Monique kennen.
Ein begonnenes Altsprachenstudium musste er wegen des Zweiten Weltkriegs unterbrechen. Nach dem Krieg begann er bei De Generale Bank zu arbeiten und blieb bis 1984 dort angestellt, zuletzt als Leiter der Abteilung für Öffentlichkeitsarbeit. 
1957 debütierte er mit den beiden Gedichtbänden Echnaton. Gedichten uit Amarna und Groot Verzenboek, 1959 folgte ein weiterer Band, Zwaarmoedige en Luchthartige Ritmen. Sein erster Roman, De visioenen van Jacques Weiniger, erschien 1960.
In den folgenden Jahrzehnten veröffentlichte van Brussel über 40 Romane, Novellen und Lyrikbände, darunter einige aus dem Bereich der Science-Fiction.
Nach seiner Pensionierung unternahm er regelmäßige Reisen, unter anderem nach Italien. 1987 ließ er sich mit seiner Frau in Montpellier in Frankreich nieder, wo 1992 eine Krebserkrankung diagnostiziert wurde. Als er schließlich 1999 wieder nach Belgien zurückkehrte, war er in der literarischen Szene fast vergessen. In den folgenden Jahren publizierte er hauptsächlich in dem Kleinverlag De Graal.
2007 starb seine Frau, mit der zusammen er 12 Kinder hatte.
Van Brussel war Mitglied der Vlaamse Vereniging van Letterkundigen (VVL) und Mitglied und zeitweilig Vorsitzender des Marnixring Antwerpen. Beide Vereinigung ehrten ihn anlässlich seines 90ten Geburtstags 2014 bei einer Feier im Rathaus von Antwerpen.

## Werke
- Echnaton. Gedichten uit Amarna (1957, Gedichte)
- Groot Verzenboek (1957, Gedichte)
- Zwaarmoedige en Luchthartige Ritmen (1959, Gedichte)
- De visioenen van Jacques Weiniger (1960, Roman)
- Sprik sprak sproke, Ons Lekenspel (1962, Märchen)
- Oase (1963, Gedichte)
- Het labyrinth (1966, Roman)
- Voor Plymouth belvédère (1966, Roman)
- Cassandra en de Kalebas. Analyse van een innerlijk avontuur (1966, Roman)
- Voor een Plymouth Belvedere (1967, Roman)
- De ring (1969, SF-Roman)
- Het imperium (1977, SF-Erzählung)
- Een nacht met Aphrodite (1979)
- Verlaten landschap (1980, SF-Roman)
- Het geheim van Merodak (1981, Jugendbuch)
- Vader van huwbare dochters (1982, Roman)
- Vertel eens een sprookje (1983, Märchen)
- De waanzinnige stad (1984, SF-Roman)
- De abortus (1985, Roman)
- Anton, mijn Anton jij was onsterfelijk (1986, Novelle)
- Een traditie met toekomst (1986, Firmengeschichte der Generale Bank Antwerpen)
- Het terras (1987, Roman)
- De salamandereters (1988, Erzählung)
- Vader van rebelse zonen (1989, Roman)
- Antwerpen mijn lief (1993, Gedichte)
- Poëzie (1997, Gedichte)
- Troubadour op tocht : verzamelde gedichten (1998, Lyrik)
- Gepeinzen in de schaduw van een eeuwenoude taxus (2000, Gedichte)
- Echo op mijn tuinpad, gedichten en grafiek (2000, Gedichte)
- Oud-Turnhoutse Jaargetijden: bucolische rijmen (2001, Gedichte)
- The Turning Bridges (2001, Gedichte)
- De Atlantica Kroniek (2001, Roman)
- De Sus : een Antwerps volksverhaal (2002, Roman, Neuauflage 2004 als Sus, de ongekroonde koning van de Vogelenmarkt : een Antwerps volksverhaal)
- Sus Antigoon: Antwerps volksverhaal (2005, Erzählung)
- Keizer Sus den Eerste: volksverhaal (2006, Erzählung)
- De Atlantica Kroniek (2003, SF-Roman)
- De helm van Parsival (2004, Roman)
- Het laatste fresco (2009, Roman)
- De cyclamenman (2010, Roman)
- Als de paradijsvogel (2012, Gedichte)
- Het onbereikbare licht (2014, Gedichte)
- De gestolde echo (2015, Gedichte)